# Toxorhina (Ceratocheilus) edwardsi
Toxorhina (Ceratocheilus) edwardsi is een tweevleugelige uit de familie steltmuggen (Limoniidae). De soort komt voor in het Afrotropisch gebied.